# 梅麗薩尼洞

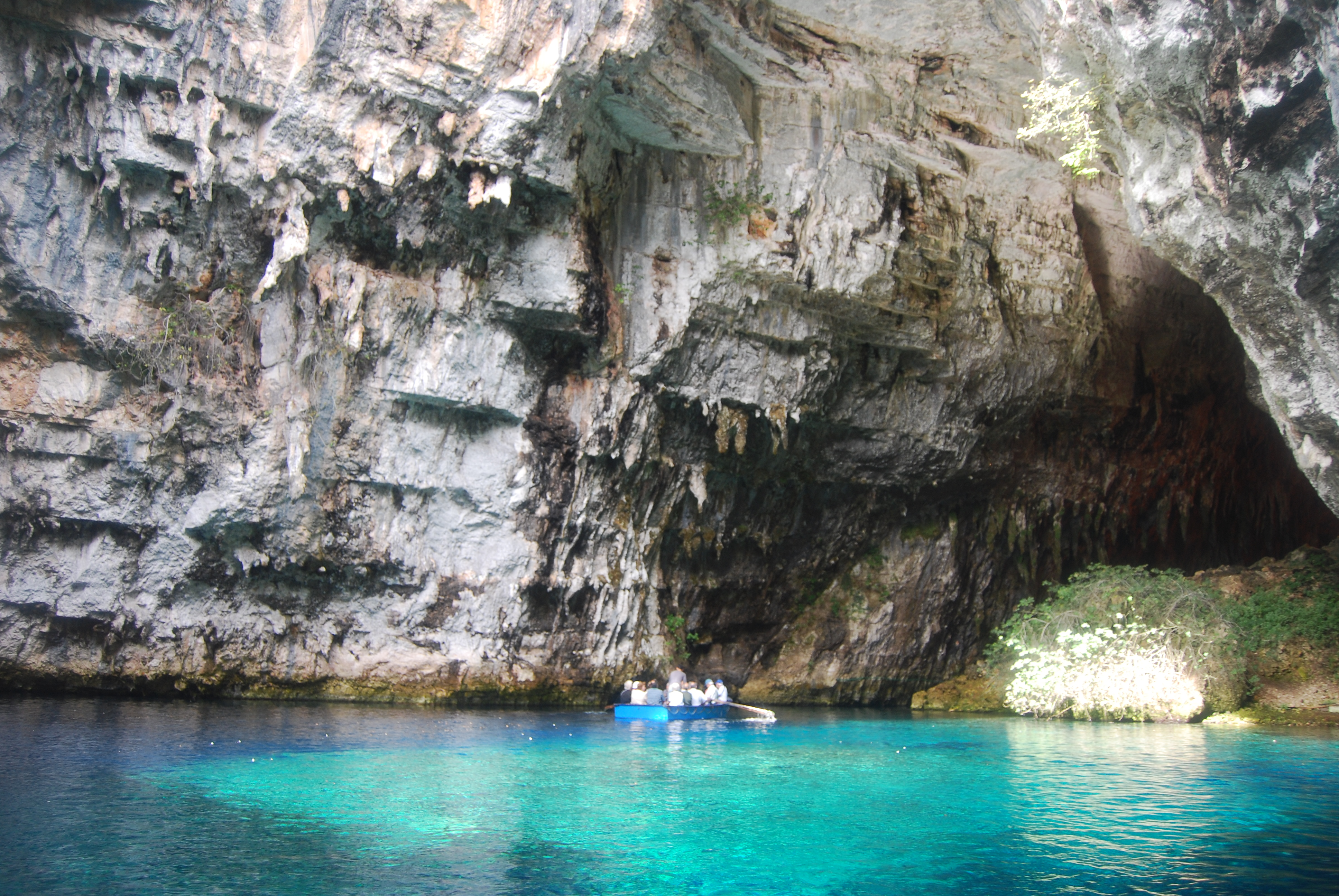
梅麗薩尼洞

梅麗薩尼洞（希臘語：Μελισσάνη）是位於希臘凱法利尼亞島的一個洞窟。梅麗薩尼洞是希臘著名的旅遊景點之一，以其碧蓝的海水而闻名。洞底佈滿了石頭，入口處生長有植物。
在希腊神话中，梅麗薩尼是仙女的洞穴。它的特点是湖周围有树木和森林，位于东部的埃夫莫尔菲亚和阿吉亚达纳蒂山脉。

## 外部連結
- http://www.showcaves.com/english/gr/showcaves/Melissani.html （页面存档备份，存于）
- kefaloniavisit.com: Melissani Cave Lake （页面存档备份，存于）